# Menes
Menes (? — ~ 3100 TCN; /ˈmiːniːz/; tiếng Ai Cập cổ đại: mnj, có khả năng phát âm là */maˈnij/; tiếng Hy Lạp cổ: Μήνης) là một vị pharaoh thuộc Thời kỳ Sơ triều đại của Ai Cập cổ đại và theo truyền thuyết cổ đại thì ông được coi là người đã thống nhất Thượng và Hạ Ai Cập và cũng là người đã sáng lập nên Vương triều thứ Nhất.
Danh tính của Menes hiện vẫn là chủ đề được tranh luận, mặc dù vậy xu thế đồng thuận chung trong ngành Ai Cập học đó là đồng nhất Menes với vị vua thuộc thời kỳ Naqada III là Narmer (nhiều khả năng) hoặc là với vị pharaoh thuộc vương triều thứ Nhất là Hor-Aha.

## Tên gọi và danh tính
Cách viết trong tiếng Ai Cập, mnj, được ghi lại trong các bản danh sách vua Turin và Danh sách vua Abydos, chúng có niên đại thuộc về Vương triều thứ Mười Chín, cách phát âm của nó được phục dựng lại là */maˈnij/. Vào giai đoạn đầu thời kỳ Tân Vương quốc, những thay đổi trong tiếng Ai Cập khiến cho tên của ông đã được phát âm thành */maˈneʔ/. Tên gọi mnj có nghĩa là "Ngài là người tồn tại", và vì thế I.E.S. Edwards (1971) đề xuất rằng nó có thể đã được tạo ra như là "một biệt danh mang tính mô tả đơn thuần để chỉ một vị anh hùng bán truyền thuyết [...] có tên đã bị mất". Thay vì là chỉ một người cụ thể, tên gọi này có thể dùng để che giấu đi các vị vua Naqada III: Ka, Scorpion II và Narmer.
Tên gọi thường được sử dụng Menes bắt nguồn từ Manetho, một nhà sử học và vị tư tế người Ai Cập sống vào thời kỳ nhà Ptolemaios. Manetho đã chú giải rằng tên gọi này trong tiếng Hy Lạp là Μήνης (chuyển ngữ: Mênês). Một cách viết khác bằng tiếng Hy Lạp là Μιν (chuyển ngữ: Min) đã được trích dẫn bởi nhà sử học sống vào thế kỷ thứ 5 TCN là Herodotos, nhưng hiện nay nó không còn được chấp nhận nữa; nó dường như là kết quả của việc hợp nhất với tên gọi của vị thần Min.

### Narmer và Menes

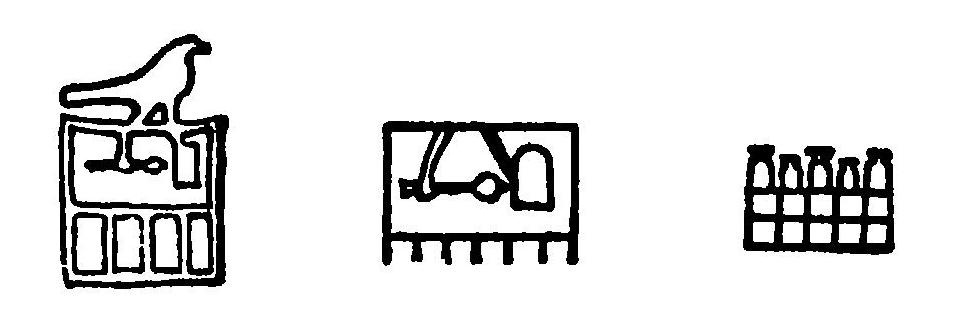
Hai tên Horus của Hor-Aha (bên trái) và một tên của Menes (bên phải) bằng chữ tượng hình.

Gần như hoàn toàn không có bất cứ sự đề cập nào tới Menes trong các ghi chép khảo cổ học trong khi các bằng chứng về Narmer thì lại tương đối phong phú, ông ta là một nhân vật thuộc thời kỳ tiền vương triều được hậu thế công nhận và được xác nhận chắc chắn trong ghi chép khảo cổ học là người đã thống nhất Thượng và Hạ Ai Cập, điều này đã dẫn đến việc xuất hiện giả thuyết đồng nhất Menes với Narmer.
Tham chiếu duy nhất về mặt khảo cổ học đối với Menes đó là một tấm thẻ ngà voi đến từ Nagada, nó cho thấy tên Horus hoàng gia Aha (của pharaoh Hor-Aha) nằm cạnh một tòa nhà mà bên trong nó có tên nebty hoàng gia mn, thường được đọc là Menes. Từ điều này, nhiều giả thuyết khác nhau về bản chất của tòa nhà này (một buồng tang lễ hoặc một điện thờ), ý nghĩa của từ mn (một tên gọi hoặc động từ tồn tại) và mối quan hệ giữa Hor-Aha và Menes (như là cùng một người hoặc là các vị pharaon kế tiếp nhau) đã phát sinh.
Hai bản danh sách vua Turin và Abydos, mà thường được chấp thuận là chính xác, ghi lại tên nesu-bit của các vị pharaoh chứ không phải là Horus của họ,, chúng có vai trò quan trọng đối với sự hòa hợp có thể của các ghi chép khác nhau: tên nesu-bit của các bản danh sách vua, tên Horus của các ghi chép khảo cổ học và số lượng các vị pharaon thuộc vương triều thứ Nhất theo Manetho và các nguồn sử liệu khác.
Flinders Petrie là người đầu tiên thực hiện điều này, ông ta đã kết hợp Iti với Djer như là vị pharaon thứ ba của vương triều thứ Nhất, Teti (Turin) (hoặc Iti (Abydos)) với Hor-Aha là vị pharaon thứ hai, và Menes (một tên nebty) với Narmer (một tên Horus) với tư cách là vị pharaon đầu tiên của vương triều thứ nhất. Lloyd (1994) nhận xét rằng trình tự này "rất dễ có khả năng sảy ra", và Cervelló-Autuori (2003) thẳng thừng tuyên bố rằng "Menes là Narmer và vương triều thứ Nhất bắt đầu bằng ông ta". Tuy nhiên, Seidlmayer (2004) thì lại đưa ra "một kết luận tương đối an toàn hơn" đó là Menes là Hor-Aha.

## Niên đại
Các nhà Ai Cập học, khảo cổ học, và học giả từ thế kỷ thứ 19 đã đưa ra nhiều niên đại khác nhau cho thời đại của Menes, hoặc là niên đại cho vương triều thứ Nhất:
- John Gardner Wilkinson (1835) – 2320 TCN
- August Böckh (1845) – 5702 TCN
- Christian Charles Josias Bunsen (1848) – 3623 TCN
- Reginald Stuart Poole (1851) – 2717 TCN
- Karl Richard Lepsius (1856) – 3892 TCN
- Heinrich Karl Brugsch (1859) – 4455 TCN
- Franz Joseph Lauth (1869) – 4157 TCN
- Auguste Mariette (1871) – 5004 TCN
- James Strong (1878) – 2515 TCN
- Flinders Petrie (1887) – 4777 TCN

Niên đại đồng thuận mới cho thời đại của Menes hoặc cho sự bắt đầu của vương triều thứ Nhất là giữa khoảng năm 3200–3030 TCN; một số tài liệu học thuật sử dụng niên đại là khoảng năm 3000 TCN.

## Lịch sử
Vào khoảng năm 500 TCN, những câu chuyện thần thoại và cường điệu đã khiến cho Menes trở thành một người anh hùng văn hóa, hầu hết những gì chúng ta biết đến về ông đều đến từ giai đoạn sau này.
Truyền thuyết cổ đại gán cho Menes vinh dự là người đã thống nhất Thượng và Hạ Ai Cập thành một vương quốc duy nhất và trở thành vị pharaon đầu tiên của Vương triều thứ Nhất. Tuy nhiên, tên của ông lại không xuất hiện trên những mảnh vỡ còn sót lại của Biên niên sử Hoàng gia (Bia đá Cairo và Bia đá Palermo), bản danh sách vua rời rạc này xưa kia vốn được khắc trên một tấm bia đá dưới thời Vương triều thứ Năm. Ông thường xuất hiện trong các nguồn sử liệu sau này với tư cách là vị vua con người đầu tiên của Ai Cập và được thừa hưởng ngai vàng trực tiếp từ thần Horus. Ông cũng còn xuất hiện trong các bản danh sách vua sau này với tư cách là vị pharaon đầu tiên là con người của Ai Cập. Menes cũng xuất hiện trong các câu chuyện viết bằng chữ bình dân thuộc thời kỳ Hy Lạp hóa, điều này chứng tỏ rằng kể cả trong giai đoạn say này ông vẫn được coi là một nhân vật quan trọng.
Menes được xem như là một người đặt nền móng trong suốt phần lớn lịch sử của Ai Cập cổ đại tương tự như Romulus ở La Mã cổ đại. Manetho ghi lại rằng Menes "đã dẫn quân vượt qua biên giới và giành được vinh quang vĩ đại".

### Kinh đô
Manetho liên kết thành phố Thinis với thời kỳ Sơ triều đại và đặc biệt là Menes, một "Thinite" hoặc một cư dân bản địa của Thinis. Trái ngược với Manetho, Herodotos thì lại tuyên bố rằng Menes đã xây dựng thành phố Memphis để làm kinh đô của ông sau khi chuyển hướng dòng chảy của sông Nile thông qua việc xây dựng một con đê. Manetho quy việc xây dựng Memphis cho con trai của Menes, Athothis, và không gọi bất cứ vị pharaon nào trước thời vương triều thứ Ba là một "Memphite".
Các câu chuyện của Herodotos và Manetho về việc xây dựng thành Memphis có lẽ đã được sáng tác sau này: vào năm 2012, một bức phù điêu đề cập tới chuyến viếng thăm Memphis của Iry-Hor— một vị vua thuộc giai đoạn tiền vương triều ở Thượng Ai Cập mà trị vì trước thời Narmer— đã được phát hiện ở bán đảo Sinai, điều này chỉ ra rằng thành phố này đã tồn tại vào đầu thế kỷ thứ 32 TCN.

### Ảnh hưởng văn hóa

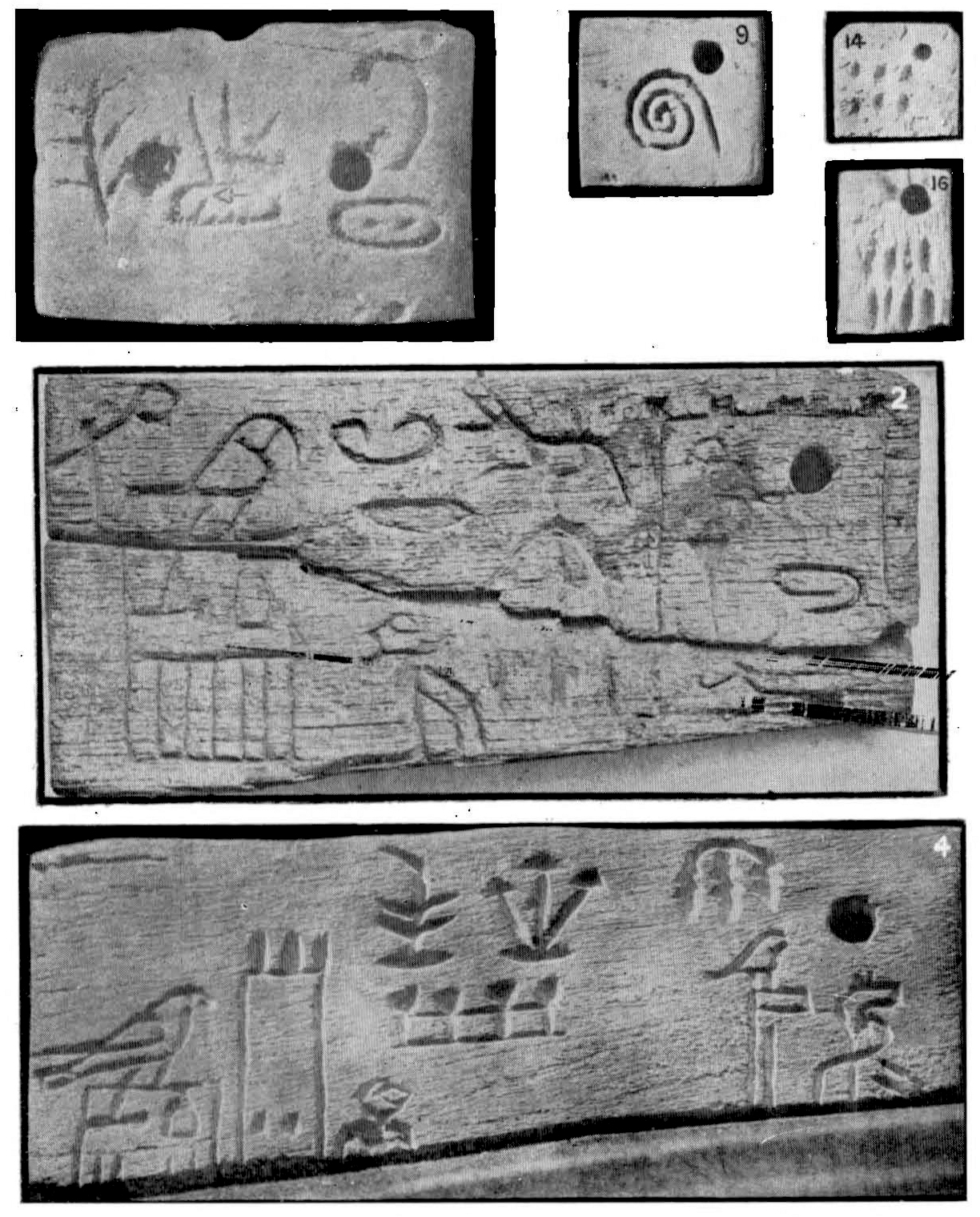
Những tấm thẻ đến từ ngôi mộ của Menes

Diodorus Siculus tuyên bố rằng Menes đã mở đầu cho phong tục thờ cúng các vị thần và tập tục tế lễ cũng như là phong cách sống tao nhã và xa hoa hơn.Vì lý do này, sự tưởng nhớ Menes đã bị vị pharaon thuộc Vương triều thứ Hai Mươi Bốn là Tefnakht xỉ nhục và Plutarchus nhắc đến một cây cột trụ ở Thebes có khắc một câu nguyền rủa chống lại Menes vì là người mở đầu cho sự xa hoa.

### Câu chuyện cá sấu
Diodorus Siculus ghi lại một câu chuyện về Menes mà có liên quan đến vị tư tế của thần cá sấu Sobek ở Crocodilopolis, trong câu chuyện này pharaon Menes bị những chú chó của mình tấn công trong khi đang đi săn, sau đó ông đã băng qua hồ Moeris trên lưng của một con cá sấu và để trả ơn cho điều này ông đã thành lập nên thành phố Crocodilopolis.
Gaston Maspero (1910) bác bỏ ý kiến của những nhà bình luận cho rằng câu chuyện này nên được chuyển sang cho vị pharaon thuộc vương triều thứ Mười Hai là Amenemhat III và nhận thấy không có lý do gì để nghi ngờ rằng Diodoros không ghi chép lại chính xác một truyền thuyết của Menes, ông ta cũng thừa nhận khả năng rằng những câu chuyện truyền thuyết mà liên quan đến các vị vua khác có thể đã bị lẫn lộn với câu chuyện này. Sau đó, Edwards (1974) tuyên bố rằng "truyền thuyết rõ ràng chứa đầy sự sai lệch về niên đại, hiển nhiên không có giá trị về mặt lịch sử".

### Qua đời
Theo Manetho, Menes đã cai trị trong 62 năm và bị một con hà mã giết chết.

## Mục lục tham khảo
- Beck, Roger B; Black, Linda; Krieger, Larry S; Naylor, Phillip C; Shabaka, Dahia Ibo (1999), World history: Patterns of interaction, Evanston, IL: McDougal Littell, ISBN 0-395-87274-X
- Cervelló-Autuori, Josep (2003), "Narmer, Menes and the seals from Abydos", Egyptology at the dawn of the twenty-first century: proceedings of the Eighth International Congress of Egyptologists, quyển 2, Cairo: The American University in Cairo Press, ISBN 978-977-424-714-9.
- Diodorus Siculus, Bibliotheca historica, quyển 1
- Dow, Alexander (1774), Sethona: a tragedy, as it is performed at the Theatre Royal in Drury Lane, London: T. Becket
- Edwards, IES (1971), "The early dynastic period in Egypt", The Cambridge Ancient History, quyển 1, Cambridge: Cambridge University Press.
- Elder, Edward (1849), "Menes", trong Smith, William (biên tập), Dictionary of Greek and Roman biography and mythology, quyển 2, Boston: Charles C. Little & James Brown.
- Faber, George Stanley (1816), "The origin of pagan idolatry: ascertained from historical testimony and circumstantial evidence", 3, quyển 2, London: F&C Rivingtons.
- Gardiner, Alan (1961), Egypt of the Pharaohs, Oxford: Oxford University Press.
- of Halicarnassus, Herodotus, The Histories.
- Heagy, Thomas C. (2014), "Who was Menes?", Archeo-Nil, 24: 59–92. Available online "[1]". Bản gốc lưu trữ ngày 1 tháng 9 năm 2017. Truy cập ngày 16 tháng 5 năm 2020..
- Lloyd, Alan B. (1994) [1975], Herodotus: Book II, Leiden: EJ Brill, ISBN 90-04-04179-6.
- Maspero, Gaston (1903), Sayce, Archibald Henry (biên tập), History of Egypt, Chaldea, Syria, Babylonia, and Assyria, quyển 9, Kessinger Publishing, ISBN 9780766135017.
- ——— (1910) [1894], Sayce, Archibald Henry (biên tập), The dawn of civilization: Egypt and Chaldæa, McClure, M L biên dịch, London: Society for Promoting Christian Knowledge, ISBN 978-0-7661-7774-1.
- Manley, Bill (1997), The Penguin Historical Atlas of Ancient Egypt, London: Penguin, ISBN 0-14-051331-0.
- Rachewiltz, Boris de (1969), "Pagan and magic elements in Ezra Pound's works", trong Hesse, Eva (biên tập), New approaches to Ezra Pound, Berkeley, CA: University of California Press.
- Ryholt, Kim (2009), "Egyptian historical literature from the Greco-Roman period", trong Fitzenreiter, Martin (biên tập), Das Ereignis, Geschichtsschreibung zwischen Vorfall und Befund, London: Golden House.
- Schulz, Regine; Seidel, Matthias (2004), Egypt: The World of the Pharaohs, HF Ullmann, ISBN 978-3-8331-6000-4.
- Shaw, Ian; Nicholson, Paul (1995), The Dictionary of Ancient Egypt, Harry N Abrams, ISBN 0-8109-9096-2.
- Seidlmayer, Stephan (2010) [2004], "The Rise of the State to the Second Dynasty", Egypt: The World of the Pharaohs, ISBN 978-3-8331-6000-4.
- Verbrugghe, Gerald Paul; Wickersham, John Moore (2001) [1996], Berossos and Manetho, introduced and translated: Native Traditions in Ancient Mesopotamia and Egypt, Ann Arbor: The University of Michigan Press, ISBN 978-0-472-08687-0.
- Waddell, Laurence A (1930), Egyptian civilization: Its Sumerian origin, London, ISBN 978-0-7661-4273-2{{Chú thích}}:  Quản lý CS1: địa điểm thiếu nhà xuất bản (liên kết).